# Henderson County, Kentucky
Henderson County är ett administrativt område i delstaten Kentucky i USA, med 46 250 invånare. Den administrativa huvudorten (county seat) är Henderson.

## Geografi
Enligt United States Census Bureau så har countyt en total area på 1 210 km². 1 140 km² av den arean är land och 70 km² är vatten.

### Angränsande countyn
- Posey County, Indiana - nordväst
- Vanderburgh County, Indiana - nord
- Warrick County, Indiana - nordost
- Daviess County - öst
- McLean County - sydost
- Webster County - syd
- Union County - väst